# Hermaville
Hermaville település Franciaországban, Pas-de-Calais megyében. Lakosainak száma 532 fő (2022. január 1.). Hermaville Aubigny-en-Artois, Lattre-Saint-Quentin, Tilloy-lès-Hermaville, Agnières, Capelle-Fermont és Habarcq községekkel határos.

## Népesség
A település népességének változása:
| Lakosok száma | 533  | 551  | 554  | 540  | 535  | 533  | 536  | 535  | 532  |
|               | 2013 | 2015 | 2016 | 2017 | 2018 | 2019 | 2020 | 2021 | 2022 |